# Труды Терского отделения императорского Русского технического общества
«Труды Терского отделения императорского Русского технического общества» (Труды ТОИРТО) — журнал, издававшийся «Терским отделением Императорского русского технического общества», созданным 20 ноября 1899 года. Первое печатное издание в Грозном.

## История
В начале 1893 года в Грозном началась промышленная добыча нефти. Нефтедобывающие фирмы на нефтяных промыслах вели собственные буровые журналы. Е. М. Юшкин сопоставил буровые журналы нескольких нефтяных компаний и выявил расхождения в применении терминов при установлении одних и тех же пород, что влекло за собой путаницу и замедляло развитие промыслов. Статья горного инженера Е. М. Юшкина стала первой попыткой упорядочить и систематизировать общий словарь, применяемый научными и техническими сотрудниками в нефтяной промышленности Чечни. На взгляд автора издания: «…за пять лет усиленных работ в Грозном скопилась масса материала, рассеянного по конторам местных компаний». В итоге в 1900 году «Терское отделения императорского Русского технического общества» стало публиковать новый периодический журнал. Евгений Юшкин являлся членом этого общества.
Журнал первоначально именовался «Сборник трудов Терского отделения императорского Русского технического общества» переименован в 1903 году.

## Описание
Журнал стал первым печатным изданием, выпускавшийся с 1900 по 1914 год в Грозном. Он был рассчитан для узкого круга специалистов, занятых в нефтяной промышленности. Издание сыграло большую роль в развитии научно-технической мысли и становлении местной периодической печати. Первый номер издания вышел в свет в 1900 году и был отпечатан в Грозном в частной типографии С. И. Тюкова. Главными редакторами журнала были в разное время Е. М. Юшкин, К. В. Харичков, И. Н. Стрижов. В него вошли доклады и сообщения, сделанные в ходе заседаний и собраний Терского отделения общества в 1899—1914 г.
Ярко иллюстрированный журнал был снабжен таблицами, чертежами, рисунками буровых скважин и выпускался 1-2 раза в год. С 1909 года, по мере технического прогресса, он стал ежеквартальным. Позже журнал печатался в частной типографии Павла Богомазова, открытой в конце 1890-х годов.
Весь текстовой материал первого выпуска журнала занимал 137 страниц, на 18 из них — приложения, схемы, таблицы и чертежи. Под публикацию объявлений отведено 22 страницы. Они отпечатаны на тонкой (папирусной) бумаге разных цветов: красной, зелёной, розовой, светло-желтой и т. д.
В 1914 году журнал прекратил свою деятельность.